# Карпати (Яремче)
«Карпати» — аматорський футбольний клуб з міста Яремче Івано-Франківської області. Дворазовий чемпіон, володар кубка і суперкубка області. Виступає у чемпіонаті ААФУ 2008 року. Володар Аматорського кубка України 2009 р.

## Історія команди
Футбол на Яремчанщині почав розвиватися ще в повоєнні роки. Найбільшим досягненням місцевої команди в той час була її участь у фіналі кубка області 1951 року.
1976 року створюється команда під назвою «Курортторг», яка бере участь у чемпіонаті тоді ще Яремчанського, а згодом Надвірнянського районів.
1985 року за ініціативи відомого за виступами у складі івано-франківського «Спартака» Дмитра Холяви та причетного до делятинського «Прута» Михайла Менделюка у місті було створено новий колектив під назвою «Спартак» Яремче, який виступав у чемпіонаті області серед команд групи «В». 1989-го «Спартак» здобуває путівку до другої обласної ліги, в якій виступає вже під назвою «Карпати».
У той час за «Карпати» виступав теперішній міський голова Яремче Василь Онутчак та нинішній президент ФК Дмитро Холява.
Також серед провідних місцевих гравців «Карпат» - Віталій Квітчук, Тарас Гайдук і тодішній підприємець, а пізніше губернатор області Микола Палійчук.
Саме за підтримки Миколи Палійчука футбол на Яремчанщині піднімається на якісно новий рівень, покращується його матеріально-технічна база. Облаштовуються футбольні майданчики в гірських селищах і селах - Татарові, Яблуниці, Вороненці. Стають помітними зміни на домашній арені «Карпат». 2007 р. тут облаштовано трибуни з пластиковими сидіннями на 1 тис. місць і накриттям, змонтовано електричне табло, заплановано будівництво нових роздягалень.
З 1998 по 2000 рік яремчанці беруть участь у чемпіонаті області крайової ради спортивного товариства «Україна», де відповідно посідають 4-те, 3-тє та 2-ге місця.
У 2001 році «Карпати» повертаються до участі у обласній першості, де за підсумками чемпіонату стають п'ятими, а в 2003 році здобувають право підвищитися в класі. 2004-го «Карпати» вперше в історії здобувають перше місце у комплексному заліку вже серед команд першої ліги. Водночас яремчанці захищають честь області в чемпіонаті України серед аматорських команд, де на першому етапі в групі, де грали чемпіони п'яти областей Західної України, не програвши жодної гри (4 перемоги, 4 нічиїх), посідають перше місце. Навесні 2008 року яремчанці вдруге беруть старт у Всеукраїнських аматорських змаганнях. Посідають у зональному турнірі третю сходинку, поступившись місцем у наступному етапі ФК «Лужани» (майбутньому переможцю) та золочівському «Соколу».
З 2004 року «Карпати» регулярно беруть участь у традиційних весняних турнірах на «Кубок Підгір'я» та «Кубок Федерації» пам'яті Мирослава Думанського, у 2008, 2009 — переможці.
У 2005 році «Карпати» отримують бронзові медалі, а у 2006 від п'єдесталу пошани яремчанців відділяє тільки одне очко. У сезоні 2007 року «Карпати» підкорюють чемпіонську вершину, здолавши у додатковому матчі за «золото» ямницький «Цементник» з рахунком 2:1.
Тричі - у 2007, 2008, 2009 роках вигравали кубок області.
2009 року Карпати завоювали кубок аматорів України, завдяки чому отримали право зіграти в наступному сезоні кубка України 2010—2011. У ньому команда перемогла професійні клуби - друголігові рівненський «Верес» (3:0) і МФК Миколаїв (1:0), і лише в 1/16 фіналу поступилася прем'єр-ліговій луцькій «Волині» 4:5 - виграючи після першого тайму з рахунком 3:0.
Гравець "Карпат" Андрій Олійник з 5 забитими м'ячами став найкращим бомбардиром ювілейного 20-го розіграшу Кубка України. Він відзначився дублем у матчі з "Вересом" і хет-триком - у поєдинку з "Волинню".
Після завершення сезону 2010 р. через фінансові проблеми ФК "Карпати" Яремче припинив виступи у футбольних змаганнях. Гравці перейшли до інших клубів, переважно в межах області.
На початку лютого 2012 р. у обласній пресі (газета "Західний кур'єр") з'явилася інформація про відновлення тренувань "Карпат" та їхні плани взяти участь у першості області.

## Усі сезони в незалежній Україні
| Сезон   | Чемпіонат | Чемпіонат | Чемпіонат | Чемпіонат | Чемпіонат | Чемпіонат | Чемпіонат | Чемпіонат | Кубок         | Кубок | Кубок | Кубок | Кубок | Кубок | Кубок | Примітка |
| Сезон   | Ліга      | Місце     | І         | В         | Н         | П         | М         | О         | Етап          | І     | В     | Н     | П     | М     | О     | Примітка |
| ------- | --------- | --------- | --------- | --------- | --------- | --------- | --------- | --------- | ------------- | ----- | ----- | ----- | ----- | ----- | ----- | -------- |
| 2010/11 | —         | —         | —         | —         | —         | —         | —         | —         | 1/16 фіналу   | 3     | 2     | 0     | 1     | 8-5   | 6     |          |
| Всього  | —         | —         | —         | —         | —         | —         | —         | —         | > 1/16 фіналу | 3     | 2     | 0     | 1     | 8-5   | 6     |          |

## Склад команди

### Воротарі
- 1. Кудла Мафтій
- 77. Назар Іванків

### Оборонці
- 10. Яневич Віктор
- 8. Чопик Михайло
- 5. Вовчак Роман
- 2. Кавінський Василь
- 14. Українець Сергій
- 16. Белей Василь

### Півоборонці
- 13. Ципердюк Іван
- 35. Ципердюк Роман
- 7. Ткачук Михайло
- 4. Литвин Микола
- 17. Коцабюк Михайло
- 3. Веприк Олег
- 99. Долотко Ігор

### Нападники
- 11. Василів Зеновій
- 34. Чабан Сергій
- 9. Шафарчук Федір
- 21. Олійник Андрій

### Головний тренер
- Сергій Турянський

## Відомі футболісти
- Олег Веприк
- Микола Палійчук
- Дмитро Холява
- Роман Вовчак